# Maria och Mirabella
Maria och Mirabella (rumänska: Maria Mirabela, ryska: Мария, Мирабела) är en rumänsk-sovjetisk halvanimerad barn- och musikalfilm från 1981. Filmen skapades av den rumänska regissören Ion Popescu-Gopo tillsammans med kompositören Eugen Doga och poeten Grigore Vieru. Detta var den sista filmen som regisserades av Ion Popescu-Gopo.

## Handling
Filmen handlar om de två systrarna Maria och Mirabella som drar ut på spännande äventyr där djuren talar och blir levande. 

## Rollista
| Roll           | Skådespelare                | Rysk röst           |
| -------------- | --------------------------- | ------------------- |
| Maria          | Gilda Manolescu             | Ljudmila Gnilova    |
| Mirabela       | Medeea Marinescu            | Natalja Grozo       |
| Skogsfén       | Ingrid Celia                | Alina Pokrovskaja   |
| Tidens konung  | Ion Popescu-Gopo            | Rogvold Suchoverko  |
| Oache          | Anda Călugăreanu (röst)     | Maria Vinogradova   |
| Scăpărici      | Mihai Constantinescu (röst) | Aleksandr Vojevodin |
| Omidé          | Alexandrina Halic (röst)    | Klara Rumjanova     |
| larvernas kung | Dem Rădulescu (röst)        | Georgij Vitsin      |

### Svenska röster
- Catharina Alinder
- Tomas Bolme
- Åke Lindström
- Gunilla Norling
- Bert-Åke Varg

Filmens huvudtema sjöngs i den svenska versionen av Marie Hedberg.